# التمارية (القفر)

تعديل مصدري - تعديل

التمارية محلة تابعة لقرية معينة، التابعة لعزلة بني مهدى بمديرية القفر إحدى مديريات محافظة إب في الجمهورية اليمنية، بلغ تعداد سكانها 25 حسب تعداد اليمن لعام 2004.